# سد دهانه‌ای
سد دهانه‌ای (انگلیسی: Mouth bar) نوعی سد شنی در یک رود است که معمولاً در میانه کانال رودخانه در دلتای آن تشکیل می‌شود. سد دهانه‌ای بر اثر پسخورند مثبت میان رسوب‌گذاری در میانه کانال و واگرایی جریان پدید می‌آید. با واگرایی جریان در نزدیکی اقیانوس، رسوبات در کانال رودخانه ته‌نشین شده و سد شنی اولیه را تشکیل می‌دهد. با گردش جریان به دور سد اولیه، رسوبات بیشتری بر روی این سد ته‌نشین می‌شود. ادامه این فرایند منجر به تشکیل سد دهانه‌ای و انشعاب رودخانه می‌شود. تداوم این فرایند باعث تشکیل الگوی مشخص فراکتال درختی در دلتای برخی رودها می‌شود.